# Al sostre del món
Al sostre del món (originalment en francès, Tout en haut du monde) és una pel·lícula d'animació francodanesa dirigida per Rémi Chayé i estrenada a França el 15 de desembre de 2015. El 2016 va obtenir el premi del públic al Festival Internacional de Cinema d'Animació d'Annecy. Va ser produïda per Sacrableu Productions, France 3 i distribuïda per Shout! Factory. La música és de Jonathan Morali, i els dibuixos de Liane-Cho Han.

## Argument
La Sasha és la neta d'un famós aventurer rus que va anar a explorar el Pol Nord. Com que no en va tornar, la protecció de què gaudia la seva grandiosa aventura és objecte de desprestigi i fins i tot de burla. La Sasha encara és molt jove però té l'esperit aventurer de l'avi i sap interpretar la informació que va deixar. La seva família, però, pertany a l'aristocràcia i el pare espera obtenir un càrrec del tsar i per això l'animen a oblidar el seu interès. La noia s'embarca en una aventura per trobar l'avi o almenys demostrar que va complir el seu somni.